# Хендерсон, Джош
Джо́шуа «Джош» Ба́рет Хе́ндерсон (англ. Joshua "Josh" Baret Henderson; род. 25 октября 1981) — американский актёр и певец. Выступал с группой Scene 23, ставшей победителем во втором сезоне конкурса канала The WB Popstars. После распада группы занялся актёрской карьерой, получив известность после исполнения роли Остина Маккена в сериале канала ABC «Отчаянные домохозяйки» (2006—2007). Наибольшей известности он добился благодаря роли Джона Росса Юинга-третьего, центрального персонажа телесериала «Даллас» (2012—2014).

## Жизнь и карьера
Хендерсон родился в Далласе, штат Техас. Его мать — Шерон Ли Хендерсон. Он родился с гетерохромией, его левый глаз зелёный, а правый — синий.
Был участником группы Scene 23, распавшейся после выпуска альбома. В 2006 году сыграл одну из ролей в культовом музыкальном фильме «Шаг вперёд» и присоединился к актёрскому составу сериала «Отчаянные домохозяйки», сыграв Остина Маккена, племянника Иди Бритт (её роль сыграла Николлетт Шеридан). В 2008 году получил роль афериста Шона Кованова в сериале «90210: Новое поколение».
В феврале 2011 года стало известно, что актёр получил одну из главных ролей в продолжении классического сериала «Даллас» — Джош сыграет Джона Росса, сына Сью Эллен. Премьера сериала состоялась 13 июня 2012 года, а пилотный эпизод получил хорошие отзывы от критиков. 3 октября 2014 года сериал был закрыт после трёх сезонов из-за спада рейтингов.

## Фильмография

### Кино
| Год  | Название                      | В оригинале          | Роль           | Примечания          |
| ---- | ----------------------------- | -------------------- | -------------- | ------------------- |
| 2003 | Пиявки!                       | Leeches!             | Ньютон         | сразу на видео      |
| 2004 | Соседка                       | The Girl Next Door   | Pep Rally Jock |                     |
| 2005 | Твои, мои и наши              | Yours, Mine and Ours | Ник Де Пьетро  |                     |
| 2006 | Разрушенные мосты             | Broken Bridges       | Вайатт         |                     |
| 2006 | Шаг вперёд                    | Step Up              | Бретт Долан    |                     |
| 2006 | Отпечатки пальцев             | Fingerprints         | Пенн           |                     |
| 2008 | День смеха                    | April Fool’s Day     | Блэйн Картье   |                     |
| 2010 | Правила съёма: Теория бабника | The Jerk Theory      | Адам           |                     |
| 2010 |                               | Betwixt              | неизвестно     | телевизионный фильм |
| 2012 | Лучина                        | Rushlights           | Билил Броуди   |                     |
| 2014 | Зной                          | Swelter              | Бойд           |                     |

### Телевидение
| Год       | Название                                         | В оригинале                                   | Роль               | Примечания                          |
| --------- | ------------------------------------------------ | --------------------------------------------- | ------------------ | ----------------------------------- |
| 2001      | Стань звездой (США)                              | Popstars                                      | Играет самого себя | Scene 23                            |
| 2002      | Может, это я                                     | Maybe It’s Me                                 | Джексон            | эпизод «The Ricks In Love Episode»  |
| 2002      | Передел                                          | Do Over                                       | Джейк              | эпизод «Halloween Kiss» (2002—2003) |
| 2002      | Один на один                                     | One On One                                    | Джош               | 11 эпизодов                         |
| 2003      | Ньютон                                           | Newton                                        | Илай               |                                     |
| 2003      | Шпионки                                          | She Spies                                     | Рэйн               | эпизод «Raine of Terror»            |
| 2004      | Шоу Эшли Симпсон                                 | The Ashlee Simpson Show                       | Играет самого себя |                                     |
| 2004      | Северный берег                                   | North Shore                                   | Дерек              | эпизод «Tessa»                      |
| 2005      | 8 простых правил для друга моей дочери-подростка | 8 Simple Rules for Dating My Teenage Daughter | Тайлер             | эпизод «Out of the Box»             |
| 2005      | Родни                                            | Rodney                                        | Уэс                | эпизод «Talent Show»                |
| 2005      | Там!                                             | Over There                                    | Бо Райдер          | 13 эпизодов                         |
| 2006—2007 | Отчаянные домохозяйки                            | Desperate Housewives                          | Остин МакКен       | 15 эпизодов                         |
| 2008      | 90210: Новое поколение                           | 90210                                         | Шон Каванов        | 3 эпизода (2008—2009)               |
| 2009      | CSI: Место преступления                          | CSI                                           | Кэлвин Крук        | эпизод «Bloodsport»                 |
| 2012—2014 | Даллас                                           | Dallas                                        | Джон Росс Юинг III | 40 эпизодов                         |

### Музыкальные клипы
| Год  | Песня                     | Исполнитель  | Примечания |
| ---- | ------------------------- | ------------ | ---------- |
| 2002 | «I Really Don’t Think So» | Scene 23     |            |
| 2007 | «Not Like That»           | Эшли Тисдейл |            |
| 2007 | «He Said She Said»        | Эшли Тисдейл | [ 11 ]     |
| 2008 | «Suddenly»                | Эшли Тисдейл |            |